# Nationell olympisk kommitté
Nationella olympiska kommittéer (NOK) är den olympiska rörelsens nationella representanter. Under kontroll av Internationella olympiska kommittén, ansvarar de för organisation av landets deltagande i olympiska spelen. De kan nominera städer inom landet som kandidater till framtida olympiska spel. De arbetar också för att stödja idrottares och tränares utveckling på nationell nivå inom sitt geografiska område. 
Det finns 206 nationella olympiska kommittéer, som antingen representerar självständiga stater eller andra geografiska områden. Alla 193 medlemsstater i Förenta nationerna har en nationell olympisk kommitté, och det har också följande ytterligare 14 geografiska områden:
- Taiwan
- Palestina
- Fyra av USA:s territorier: Amerikanska Samoa, Guam, Puerto Rico och Amerikanska Jungfruöarna
- Tre av Storbritanniens territorier: Bermuda, Brittiska Jungfruöarna och Caymanöarna
- Ett av Konungariket Nederländernas territorier: Aruba. Nederländska Antillerna förlorade sin plats i juli 2011 efter upplösningen av Nederländska Antillerna som skedde 2010.
- Hongkong, som är en särskild administrativ region i Kina
- Cooköarna, en associerad stat till Nya Zeeland
- Kosovo
- Färöarna

Macaos olympiska kommitté, grundad 1987, har försökt att få inträde i IOK sedan grundandet, men är fortfarande inte erkända av IOK och får därför inte delta i några olympiska spel.
Följande länder/områden har nationell olympisk kommitté men är inte erkända av IOK: Katalonien, Gibraltar, Franska Polynesien, Niue, Somaliland, Irakiska Kurdistan och Abchazien.
Grönland jobbar tillsammans med IOK på att få delta i OS.